# Fretting Obscurity
Fretting Obscurity ist eine seit 2018 aktive Death- und Funeral-Doom-Band.

## Geschichte
Der in Kiew lebende Multiinstrumentalist Yaroslav Yakos debütierte im Jahr 2018 mit Fretting Obscurity. Nähere Informationen zur Historie sind nicht publik. Fretting Obscurity trat nicht Live in Erscheinung und verblieb ein Studioprojekt. Im Jahr 2024 folgte das zweite Album Das Unglückliche Bewußtsein auf dem französischen Label Bitume.

## Werk und Wirkung
Fretting Obscurity debütierte mit dem Album Flags in the Dust über Endless Winter 2018. Die internationale Rezeption nahm das Konzeptalbum mittelmäßig bis positiv an.

### Inhalt und Stil
Yakos verwies auf eine konzeptionelle Orientierung an dem Werk von Albert Camus und Jean-Paul Sartre. Dabei richtet er das lyrische Konzept auf Überlegungen zwischen Existentialismus und Religion zu dem Dualismus von Körper und Geist ebenso zu jenem von Leben und Tod sowie ethischen Werten innerhalb der kapitalistischen Gesellschaft und der Existenzberechtigung. Die Musik von Fretting Obscurity wird dem Death- und Funeral-Doom zugerechnet. Das Webzine Doom-Metal.com beschreibt die Musik des Projektes als nah an jener von Mistress of the Dead. Ivan Tibos beschreibt die Musik als „sehr bodenständige, grimmige und bedrückende Form von Funeral Death Doom“.

„Basically built around melodic structures, Fretting Obscurity balances in between a wide range of approaches: Evoken, My Dying Bride, Saturnus, Night Must Fall, Krief De Soli, very early Paradise Lost, Mournful Congregation, Skepticism, Doom:VS and the likes.“

„Wesentlichen um Melodie-Strukturen aufgebaut steht Fretting Obscurity zwischen einer Vielzahl von Einflüssen: Evoken, My Dying Bride, Saturnus, Night Must Fall, Krief de Soli, sehr frühen Paradise Lost, Mournful Congregation, Skepticism, Doom:VS und dergleichen.“

Yakos gibt eine Orientierung an musikalischen Ideen von Mournful Congregation an. Die Schichtung mehrerer Gitarrenspuren, einem dem Death Doom entlehntes Riffing und Heavy Passagen, werden von ihm angeführt. Das Gitarrenspiel wird auch von Rezensenten als dominierend wahrgenommen. Die Grundstruktur der Musik basiere auf „extrem langsamen Passagen […] einer melodiösen Ausrichtung mit […] Twin-Riffs, Dual-Leads und Tremolo-Soli als Hauptessenz.“ Im gitarrenbasierten Aufbau interagiere die Musik gelegentlich mit den Rhythmusinstrumenten. Hinzu käme, so Tibos, eine leichte Dynamik durch den Wechsel zu akustischen Passagen und einen als „grimmig“ beschriebenen Gesang mit breitem Repertoire aus Growling, Flüstern, Krächzen und Sprechen.

### Rezeption
Das Album Flags in the Dust wurde von der internationalen Rezeption mittelmäßig bis positiv beurteilt. Für das britische Webzine Doom-Metal.com schrieb Ian Morrissey eine Beurteilung mit einer Note von 6,5 von zehn möglichen Punkten. Er bemängelte die Produktion und ein zu repetitives Songwriting. Mourning verfasste für das italienische Aristocrazia Webzine eine ähnlich durchwachsene Beurteilung und nannte Flags in the Dust einen ersten unausgereiften Versuch. Stefano Cavanna von Metaleyes – In Your Eyes vergab 6,7 von zehn möglichen Punkten und verwies ebenfalls darauf, dass es sich um eine Band am Anfang ihrer Laufbahn handele. Verbesserungsfähigkeit sah er ebenso in der Produtktion und im Songwriting, derweil er die Umsetzung lobte und dem Album attestierte, dass die positiven die negativen Aspekte überwiegen würden. Auch Ivan Tibos verwies für das Concrete Webzine darauf, dass es sich um ein Debüt handele und dafür „überhaupt nicht so schlecht klingt“, das Projekt in Zukunft dennoch etwas „Wachstum“ und „Tiefe“ benötige.